# Sarah Valentina Winkhaus

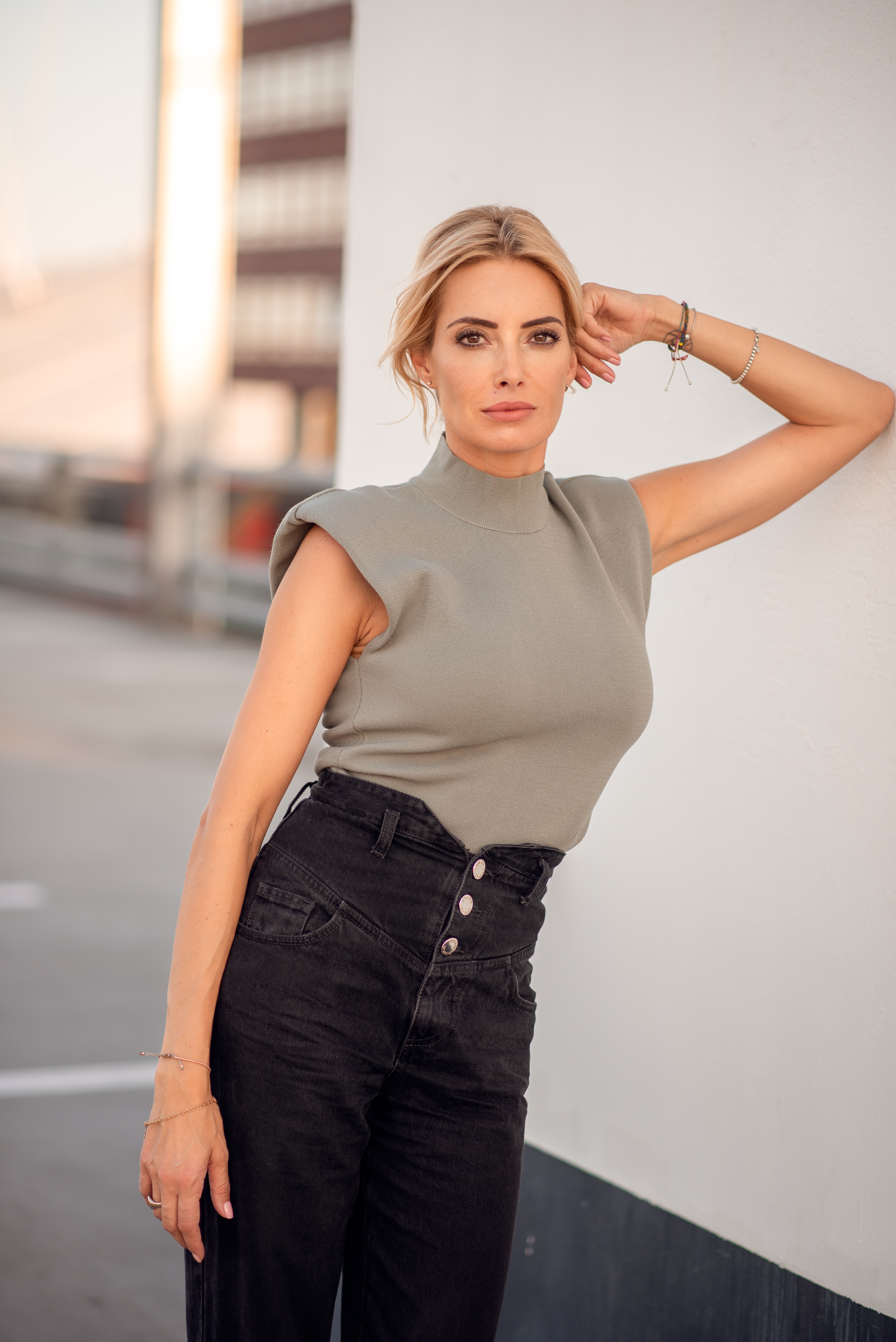
Sarah Valentina Winkhaus, 2020

Sarah Valentina Winkhaus (* 14. August 1979 in Bad Soden am Taunus) ist eine deutsche Fernsehmoderatorin, die in deutscher, italienischer und englischer Sprache moderiert.

## Leben und Ausbildung
Sarah Valentina Winkhaus wuchs als Tochter eines Italieners und einer Deutschen in Düsseldorf auf. Sie studierte Kulturwirtschaft und BWL in Passau und Bologna und besuchte die Meisterklasse bei Umberto Eco in Bologna. Während ihres Doppelstudiums (2004–2006) spezialisierte sie sich auf Kunstgeschichte und Außenhandelspolitik. Sie lebt in München.
Sarah Valentina Winkhaus ist seit 2011 bei Sky Deutschland tätig. Erste Erfahrungen als Nachrichtenmoderatorin sammelte Winkhaus bereits während des Studiums beim Regionalsender TRP1 in Passau und 2007 während eines Volontariats beim Fernsehsender Phoenix. Bei Phoenix moderierte sie bis 2010 die Nachrichtenstrecke „Vor Ort“ und war für die redaktionelle Aufarbeitung der Sendungs-Inhalte zuständig.
Sky entdeckte Winkhaus dank des deutschlandweiten Moderatoren-Castings von Sky und BILD 2010. Kurz darauf begann sie, für Sky Cinema in ihrer Sendung „Kinopolis“ von den Kinopremieren und Filmfestivals zu berichten.

## Sportjournalismus
Ihre ersten Erfahrungen als Moderatorin und Autorin im Bereich des Sportjournalismus machte Winkhaus bei der Comedy-Fußball-Sendung „Süper WM Stüdyo“ im Zuge der Fußball-Weltmeisterschaft 2010 für ZDFneo. 2013 wurde Sky Italia auf sie aufmerksam. Nach einem italienweiten Casting wurde Sarah Valentina Winkhaus das neue Gesicht des Formel-1-Senders Sky Sport F1. Von da an berichtete sie live in drei Sprachen von den internationalen Rennstrecken in ihren Sendungen „Paddock Live“ und „Paddock Live Show“.
Von 2014 bis 2016 war sie in Deutschland neben ihrer Kinosendung Making Of wieder vermehrt live bei den News von Sky Sport News HD in Deutschland zu sehen und berichtete von den exklusiven Grands Prix der Formel 1. Seit Juni 2016 moderiert die Reporterin auf Sport1 wöchentlich die Magazin-Sendung „VIPLoge“.
Im Dezember 2015 ließ sich Winkhaus für den Playboy fotografieren.

## Filmografie (Auswahl)
- 2008: Phoenix/ZDF vor Ort
- 2008: Goldstar TV Hitcocktail Wunschkonzert
- 2008: ARD/MDR "Hits made in Italy"
- 2010: ZDF Neo "Süper WM Stüdyo "
- 2011: Sky Deutschland Kinopolis
- 2012: Sky Deutschland Making Of
- 2013: Sky Italia / Sky Sport F1 HD
- 2014: Sky Sport News HD / Deutschland
- 2015: Sky Sport News HD / Deutschland
- 2016: Sport1 Motorsport / DTM
- 2016: Sport 1 / BMW International Open / Golf
- 2016: Sport 1 / BWin / Doppelpass
- 2016: Sport1 / VIP-Loge
- 2017: Sport 1 / ADAC GT-Masters
- 2019–2020: Dinner Party – Der Late-Night-Talk
- 2021: RTL Topnews[6]